# Лазерний телевізор
Лазерний телевізор, лазерний дисплей — електронний пристрій візуального відображення інформації (дисплей), який працює за принципом зворотної проєкції на основі технології кольорових лазерів. Замість технології РК або LED (світлодіоди) використовується лазерна оптика, завдяки якій створюються особливо яскраві і чіткі зображення і дуже високий рівень чорного. Витрати електроенергії при цьому досить низькі. Американський виробник HDI-US анонсував випуск лазерного 3D-телевізора з діагоналлю екрану до 120 дюймів.
Перші повідомлення про створення комерційних моделей лазерних телевізорів були опубліковані на початку 2006 року — йшлося про компанію Mitsubishi. 7 січня 2008 на виставці Consumer Electronics Show 2008 компанія Mitsubishi Digital Electronics America офіційно представила перший у світі серійний лазерний телевізор з діагоналлю екрана 65 дюймів і повною роздільною здатністю високої чіткості (1080p).